# Gaius Aelius Paetus
Gaius Aelius Paetus war ein römischer Politiker im 3. Jahrhundert v. Chr. Gemeinsam mit Marcus Valerius Maximus war er im Jahr 286 v. Chr. Konsul.